# FVV CSM–2
FVV CSM–2 – typ węgierskiego jednokierunkowego, trójczłonowego, przegubowego tramwaju wysokopodłogowego produkowanego w latach 60. XX wieku w fabryce Fővárosi Villamosvasút. Jego następcą jest dwukierunkowy FVV CSM-4.
Tramwaje tego typu były eksploatowane w Budapeszcie, Segedynie, Debreczynie i Miszkolcu.